# Irving Babbitt

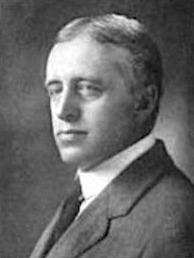
Irving Babbitt

Irving Babbitt (* 2. August 1865 in Dayton, Ohio; † 15. Juli 1933 in Cambridge, Massachusetts) war ein US-amerikanischer Literaturkritiker und Mitbegründer des New Humanism. Er beeinflusste die literarische Diskussion und das konservative Denken in der Zeit zwischen 1910 und 1930.

## Leben
Irving Babbitt studierte an der Harvard University und der Sorbonne in Paris, wo er Sanskrit lernte. Er lehrte zuerst am Williams College, dann Französische Literatur und Vergleichende Literaturwissenschaft in Harvard ab 1894, dort war er Full Professor von 1912 bis zum Tod 1933.
Er und sein Mitstreiter, der Sanskritdozent Paul Elmer More, bemühten sich um die Aufrechterhaltung der humanitas gegen deren angeblichen Verfall im wissenschaftlichen Naturalismus oder durch das einfach Humanitäre. Zunächst sahen sie Defizite in der Bildung der Colleges. Babbitt sah diesen Verfall auch in der Kunst und formulierte strenge Kriterien einer Beurteilung. Auf die Politik übertrug der Konservative vieles in Democracy and Leadership (1924). In der Bildung war er für die Classics und die klassischen Werke der europäischen Literaturen und der asiatischen Religionen.
Trotz seines Fachinteresses an der Romantik und Rousseau trat er für die Tugenden der Mäßigung und Zurückhaltung ein. Zu seinen Anhängern gehörten T. S. Eliot und George Santayana; sein Hauptgegner war der deutschstämmige Kritiker H.L. Mencken, daneben auch Hemingway.
Babbitt übersetzte die Dhammapada, einen heiligen buddhistischen Text. Das Buch erschien 1936.

## Zitat
„Babbitt lehnte auch die Idee des wissenschaftlichen Fortschritts ab, so wie sie Bacon inauguriert hatte. Bacon löste, obzwar noch nicht so radikal wie seine Nachfolger, den Intellekt von der Kontrolle durch die Ethik ab und bereitete so die Selbstzerstörung der Menschheit vor: Ein Ereignis, das Babbitt als möglich voraussah, wenn es gelänge die im Atom eingeschlossenen Energien freizusetzen.“

## Mitgliedschaften
- Seit 1921: American Academy of Arts and Sciences

## Schriften (Auswahl)
- Literature and the American College: Essays in Defense of the Humanities. 1908.
- The New Laokoon. 1910.
- The Masters of Modern French Criticism. 1912.
- Rousseau and Romanticism. 1919, achte Auflage Houghton Mifflin, Boston 1947.
- Democracy and Leadership.  Houghton Mifflin, Boston 1924.
- On Being Creative and other Essays. Houghton Mifflin, Bosten 1932.
- Spanish Character and other Essays. Houghton Mifflin, Boston 1940.
- On Literature, Culture, and Religion. Aufsätze. Herausgegeben und mit einem Vorwort versehen von George A. Panichas. Taylor & Francis, New Brunswick 2005, ISBN 978-1-4128-0499-8.
- Buddha and the Occident. 1963.
  - Deutsche Ausgabe: Buddha und der Westen. Aus dem amerikanischen Englisch übersetzt von Till Beckmann. 1978, ISBN 978-3-88323-013-9.

## Varia
Die Romanfigur des bis nach Deutschland erfolgreichen satirischen Romans Babbitt des US-Nobelpreisträgers Sinclair Lewis hat direkt nichts mit Irving Babbitt zu tun. Der Autor Lewis gehörte aber zu den Kritikern von Konventionalismus und kulturellen Zwängen.